# Патрік МакКейб
Патрік МакКейб (англ. Patrick McCabe) — ірландський дипломат. Надзвичайний і Повноважний посол Ірландії в Україні за сумісництвом (1992—1995).

## Життєпис
У 1987—1989 рр. — Надзвичайний і Повноважний посол Ірландії в Іраку та в Лівані і на Кіпрі за сумісництвом.
У 1991—1995 рр. — Надзвичайний і Повноважний посол Ірландії в РФ та в Україні (1992-1995) за сумісництвом.
У 1995—2001 рр. — Надзвичайний і Повноважний посол Ірландії в Польщі, Латвії за сумісництвом.
У 2001—2005 рр. — Надзвичайний і Повноважний посол Ірландії в Швеції.
У 2005—2009 рр. — Надзвичайний і Повноважний посол Ірландії в Словенії, а також у Боснії і Герцеговині та Хорватії за сумісництвом.

## Звільнення заручників
У 1989 році брав безпосередню участь у звільнені ірландського письменника Брайана Кінана Brian Keenan (writer), який перебував у заручниках в Лівані. МакКейб шість разів був у Лівані, намагаючись налагодити контакт з людьми, які могли б бути корисними у забезпеченні свободи Брайана Кінана.
|  | Я тут від імені свого уряду, щоб розслідувати чутки про можливе дострокове звільнення містера Брайана Кінана", - сказав МакКейб журналістам. "На даний момент я не знаю жодної причини, яка б змусила мене особливо сподіватися ... (але) я живу в надії |

.